# Forêt-la-Folie
Pour les articles homonymes, voir La Folie.
Forêt-la-Folie est une ancienne commune française, située dans le département de l'Eure en région Normandie, devenue le 1er janvier 2016 une commune déléguée au sein de la commune nouvelle de Vexin-sur-Epte.

## Toponymie
Le nom de la localité est attesté sous les formes Forest en 1211, Foreiz en 1266, Foriez en 1270, Foresta en 1307 (cartulaire de Saint-Wandrille), Forest en Vexin en 1729 (procès-verbal d’arpentage, archives de la Seine-Inférieure).
De l'oïl forest « bois réservé au roi, à un seigneur ». 
Le terme la Folie est le nom d'un hameau de cette commune. Le mot folie désignait au Moyen-Âge une maison de plaisance. Se dit de certaines résidences, construites, depuis le XVIIe siècle en dehors des villes à l'usage de maison de plaisance ou de réception.

## Histoire
Selon les mentions du monument béni le 6 juillet 1871, il apparaît que, « le 7 novembre 1870, les Prussiens, exaspérés d'avoir perdu 63 hommes tués et 82 blessés par les gardes nationaux de Forêt-la-Folie et la guérilla rouennaise, ont bombardé le pays, incendié les meules de grain, maltraité et arrêté 22 personnes pour les fusiller et odieusement massacré M. Campigny, marguillier, et M. Lainé ».

## Politique et administration
| Période                                  | Période    | Identité                                  | Étiquette | Qualité                                                   |
| ---------------------------------------- | ---------- | ----------------------------------------- | --------- | --------------------------------------------------------- |
| Les données manquantes sont à compléter. |            |                                           |           |                                                           |
| ca 1817                                  |            | Emmanuel Delacour                         |           |                                                           |
| Les données manquantes sont à compléter. |            |                                           |           |                                                           |
| ca 1830                                  |            | Charles Claude Bernard Amaury (1755-1836) |           | Laboureur, cultivateur, propriétaire                      |
| ca 1850                                  |            | Louis Dominique Amaury (1793-1860)        |           | Propriétaire cultivateur, fils de Charles Claude Bernard. |
| ca 1870                                  |            | Benjamin Désiré Amaury                    |           |                                                           |
| ca 1898                                  |            | Armand Trajin                             |           |                                                           |
| Les données manquantes sont à compléter. |            |                                           |           |                                                           |
| ca 1936                                  |            | Michel Désiré Charpentier                 |           |                                                           |
| Les données manquantes sont à compléter. |            |                                           |           |                                                           |
| ca 1980                                  |            | Michel Delacour                           |           |                                                           |
| Les données manquantes sont à compléter. |            |                                           |           |                                                           |
| mars 2001                                | avril 2007 | Benoit Delacour                           |           |                                                           |
| avril 2007                               | 31/12/2015 | Evelyne Noël                              |           | Agricultrice                                              |

## Démographie
L'évolution du nombre d'habitants est connue à travers les recensements de la population effectués dans la commune depuis 1793. À partir du 1er janvier 2009, les populations légales des communes sont publiées annuellement dans le cadre d'un recensement qui repose désormais sur une collecte d'information annuelle, concernant successivement tous les territoires communaux au cours d'une période de cinq ans. 
Pour les communes de moins de 10 000 habitants, une enquête de recensement portant sur toute la population est réalisée tous les cinq ans, les populations légales des années intermédiaires étant quant à elles estimées par interpolation ou extrapolation. Pour la commune, le premier recensement exhaustif entrant dans le cadre du nouveau dispositif a été réalisé en 2006,.
En 2013, la commune comptait 490 habitants, en évolution de +9,62 % par rapport à 2008 (Eure : +2,66 %, France hors Mayotte : +2,49 %).
| 1793 | 1800 | 1806 | 1821 | 1831 | 1836 | 1841 | 1846 | 1851 |
| ---- | ---- | ---- | ---- | ---- | ---- | ---- | ---- | ---- |
| 704  | 692  | 696  | 727  | 660  | 656  | 635  | 617  | 596  |

| 1856 | 1861 | 1866 | 1872 | 1876 | 1881 | 1886 | 1891 | 1896 |
| ---- | ---- | ---- | ---- | ---- | ---- | ---- | ---- | ---- |
| 597  | 581  | 563  | 560  | 548  | 491  | 477  | 459  | 432  |

| 1901 | 1906 | 1911 | 1921 | 1926 | 1931 | 1936 | 1946 | 1954 |
| ---- | ---- | ---- | ---- | ---- | ---- | ---- | ---- | ---- |
| 420  | 391  | 374  | 321  | 334  | 322  | 337  | 344  | 369  |

| 1962 | 1968 | 1975 | 1982 | 1990 | 1999 | 2006 | 2011 | 2013 |
| ---- | ---- | ---- | ---- | ---- | ---- | ---- | ---- | ---- |
| 357  | 316  | 328  | 286  | 320  | 363  | 421  | 477  | 490  |

## Lieux et monuments
- L'église Saint-Sulpice est inscrite au titre des monuments historique depuis 1961[9].
- Monument commémoratif du massacre du 7 novembre 1870.

## Personnalités liées à la commune
- Les victimes des atrocités prussiennes en 1870[10].